# ذخیره‌گاه طبیعی پورونایسکی
ذخیره‌گاه طبیعی پورونایسکی (انگلیسی: Poronaysky Nature Reserve) یک پارک و ذخیره‌گاه طبیعی در استان ساخالین کشور روسیه است.